# Jiří Ludvík Oldenburský
Jiří Ludvík Oldenburský (27. června 1855, Rastede – 30. listopadu 1939, Eutin) byl oldenburský princ, dočasný vládce hrabství Holzappel a pruský důstojník.

## Život
Narodil se 27. června 1855 na zámku Rastede jako syn velkovévody Petra II. a Alžběty Sasko-Altenburské.
Po smrtí arcivévody Štěpána Habsbursko-Lotrinského podle jeho závěti zdědil panství Schaumburg a hrabství Holzappel. Těchto dvou krajů se domáhal kníže Jiří Viktor Waldecko-Pyrmontský, který je roku 1873 císařským výnosem získal.
V letech 1876–1878 studoval na univerzitě v Bonnu. Během studia započala jeho vojenská kariéra. Po studiu sloužil v Oldenburském dragounském pluku č. 19, následně v Kyrysovém pluku „von Driesen“ č. 4 a 1. gardovém dragounském pluku „královny Viktorie Velké Británie a Irska“. Dne 27. ledna 1911 mu byla udělena hodnost plukovníka Oldenburského pěšího pluku č. 91.
Zemřel 30. listopadu 1939 v Eutinu. Nikdy nebyl ženatý a neměl děti.